# 無良崇人
無良崇人（1991年2月11日—）為日本男子花式滑冰選手。他奪得2014年四大洲錦標賽的冠軍、2012年國際冰總花式大獎賽法國站冠軍、兩次芬蘭盃冠軍。在國內他奪得兩次日本成人銅牌(2009, 2013)和2008年青年國家冠軍。

## 個人生活
他的父親無良隆志為前花式滑冰選手，在國際賽參加單人和雙人賽事。母親也同為花式滑冰選手2013年4月他宣布結婚，小孩預定於5月出生。

## 外部連結
维基共享资源上的相關多媒體資源：無良崇人
- 無良崇人在国际滑冰联盟的页面
- Takahito Mura[永久] at sport-folio.net